# Колупаев, Кирилл Иванович
Кирилл Иванович Колупаев (10 марта 1919 — 8 июня 1992) — советский хозяйственный, государственный и политический деятель, Герой Социалистического Труда.

## Биография
Родился в 1919 году в селе Усяты (сейчас — территория города Прокопьевск). Член ВКП(б) с 1943 года.
Участник Великой Отечественной войны. С 1946 года — на хозяйственной, общественной и политической работе. В 1946—1979 гг. — директор свекловодческого колхоза «Чистюньский» Топчихинского района Алтайского края, директор треста племенных и семеноводческих свекловодческих совхозов Алтайского края.
Указом Президиума Верховного Совета СССР от 23 июня 1966 года присвоено звание Героя Социалистического Труда с вручением ордена Ленина и золотой медали «Серп и Молот».
Избирался депутатом Верховного Совета РСФСР 7-го созыва.
Умер в Барнауле в 1992 году.